# 柴山多杯孔珊瑚
柴山多杯珊瑚，或稱柴山多杯孔珊瑚 是葵珊瑚科多杯珊瑚屬的一個物種。原先被認為在台灣僅分布於臺灣高雄柴山沿海及桃園大潭一帶的潮間帶，但在2023年台灣珊瑚礁學會的報告中，揭露台東縣宜灣漁業資源保育區及鄰近海域水深1至20公尺的範圍，存活許多柴山多杯珊瑚，大型的珊瑚群體長度達數公尺，群體數估計約幾十株。由於數量稀少，由中華民國行政院公告為一級保育物種，亦為台灣唯二被列為一級保育物種的珊瑚。柴山多杯孔珊瑚之地理分佈，除了北回歸線以南的高雄與以北的桃園以外，在印尼也有紀錄，但確切地點不詳。

## 背景
本物種為一種小型的石珊瑚。多杯孔珊瑚屬大多物種不具有共生藻共生，本種屬於選擇性共生珊瑚，有些群體可與Cladocopium屬的共生藻進行共生，有些群體則不具有共生藻。本物種的模式產地通常為海水濁度較高，且主要發現於潮池及沙質潮間海岸等浪速較強的淺水地區，相對其他石珊瑚而言棲位較為特殊。一般而言，熱帶地區的造礁珊瑚通常生存於濁度較低，且潮間帶的海流較強，容易對珊瑚體造成破壞。
一般而言，多杯孔珊瑚屬通常生存於12公尺深以上的淺海帶，至深400公尺以上的海域。本種主要生存於潮間帶（海深3公尺以內）的多杯孔珊瑚，為該屬生存於最淺水域的物種，與伊莎貝拉多杯孔珊瑚是唯二生存於淺海灣的多杯孔珊瑚。

## 分布
本種目前之地理分布紀錄為台灣與印尼。在台灣為高雄柴山沿海、桃園大潭一帶的潮間帶，以及台東縣宜灣漁業資源保育區及鄰近海域。模式棲地西子灣沿海的族群，因中山大學停車場擴建而絕跡，柴山沿海的族群也因為柴山崩落地形的演變，隨時都有可能消失。目前在桃園大潭藻礁區的族群為已知數量豐富且穩定的族群，在台東縣宜灣漁業資源保育區及鄰近海域的柴山多杯珊瑚群體估計達數公尺長。在印尼，本珊瑚的發現地點並不清楚。文獻報告指出在荷蘭機場檢查進口自印尼的活石時，發現活石上有未曾紀錄的附生珊瑚，以 DNA 條碼比對後確認為柴山多杯孔珊瑚。透過現有資料可以推估其地理分佈從最南邊熱帶的印尼到最北邊亞熱帶的台灣桃園之間，都可能有機會發現牠的存在。

## 發現歷史
1990年，時任中山大學研究助理的陳昭倫先生於中山大學大門入口、西子灣旁發現該物種，由林梅芳等人一起共同於2012年正式發表於《動物學研究》（Zoological Studies）期刊。

## 保育狀況
本物種因為在台灣的分布紀錄稀少，可能有瀕臨滅絕之虞，因此於2017年5月為中華民國行政院公告為一級保育物種，是台灣唯二被列為一級保育物種的珊瑚之一。

### 爭議
2014年，台灣中油公司計畫於桃園大潭藻礁一帶興建第三天然氣接收站，2017年5月，時任中央研究員的陳昭倫博士應農委會副主委陳吉仲邀請，前往桃園大潭藻礁進行生態現勘，意外發現目前已知最健全的柴山多杯孔珊瑚族群。中油公司因此於2018年8月23日提出迴避替代修正方案，將工業區開發面積從原訂的232公頃，縮小為23公頃，並承諾避開生態熱點G1、G2、G3區，但工業港的開發面積仍維持900公頃。在地環境保護團體「搶救大潭藻礁行動聯盟」為了反對開發案對藻礁造成衝擊，發起公投案欲阻止中油公司開發大潭藻礁。公投的主角為藻礁的保育，該開發爭議沒有特別討論柴山多杯孔珊瑚的保育問題。
中研院生物多樣性研究中心的學者陳章波提議柴山多杯孔珊瑚不是只在柴山才有，建議「降級」於保育類生物名單。根據 2016 年農委會預告修正保育類野生動物名錄的說明，柴山多杯孔珊瑚主要分布於高雄西子灣柴山海域，少於50個群體。因受自然擾動、人為活動與開發行為，導致棲地狀況不良，經野生動物保育諮詢委員會會議，決議將其調整為瀕臨絕種野生動物。至2020年第4季柴山多杯孔珊瑚於大潭藻礁區(中油開發的G1與G2區)的族群數量計有179株。此外，台灣中油曾聘請中山大學宋克義教授在保生發現三株待確認的柴山多杯孔珊瑚，中興大學生命科學系林幸助教授在觀新藻礁保護區亦發現健康良好的的柴山多杯孔珊瑚群體，能夠伸出觸手捕食，2021年3月29日陳章波在觀新藻礁保護區的北緩衝區，找到了不少柴山多杯孔珊瑚，皆說明了台灣西北部接近30公里的藻礁區可能都是該種珊瑚適合的棲息地 。除了分布棲息地的範圍紀錄擴增之外，族群數量已經數倍超過2016年農委會將其列入一級保育類生物的估計值。雖然科學調查的數據真實呈現，陳昭倫希望「降級說」的謬論能夠就此停止。